# Zalmoksis

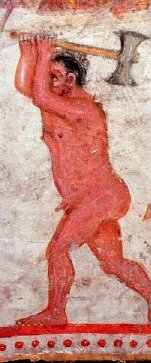
Postać z grobowca w Aleksandrowie; być może Zalmoksis

Zalmoksis (gr. Ζάλμοξις), Zamolksis (Ζάμολξις), Salmoksis (Σάλμοξις) – w mitologii trackiej bóg wojny, władca pozagrobowego królestwa w którym polegli wojownicy żyją wiecznie.
Starożytni Grecy uważali Zalmoksisa za postać historyczną, żyjącą ok. 560 r. p.n.e. Według Herodota (IV, 93 – 96) był on trackim niewolnikiem Pitagorasa, który został wyzwolony i wrócił do swojej ojczyzny, gdzie udzielał nauk o charakterze etyczno-religijnym. Aby udowodnić swoim pobratymcom, że jego nauki dają nieśmiertelność, skrył się na trzy lata w podziemnej komnacie. Ten trzyletni pobyt w komnacie (w domyśle - w zaświatach) miał być dowodem na istnienie życia pozagrobowego. 
Zalmoksis polecił wybudować andreion – salę przeznaczoną wyłącznie dla mężczyzn. To właśnie tam przyjmował wodzów i przekazywał im nauki, według których ani oni, ani ich potomkowie nie będą podlegać śmierci. Idea nieśmiertelności, którą im głosił, najprawdopodobniej odnosiła się do raju, gdzie wojownicy mieli zaznać wiecznego życia i nieustających przyjemności w życiu wiecznym.
Po śmierci miał zostać otoczony przez Traków kultem.
Co pięć lat Zalmoksisowi składano ofiarę z człowieka, rzucając ją na ostrza trzech pionowo ustawionych włóczni. Kiedy ofiara jeszcze żyła, powierzano jej wiadomość do przekazania.